# Віадук

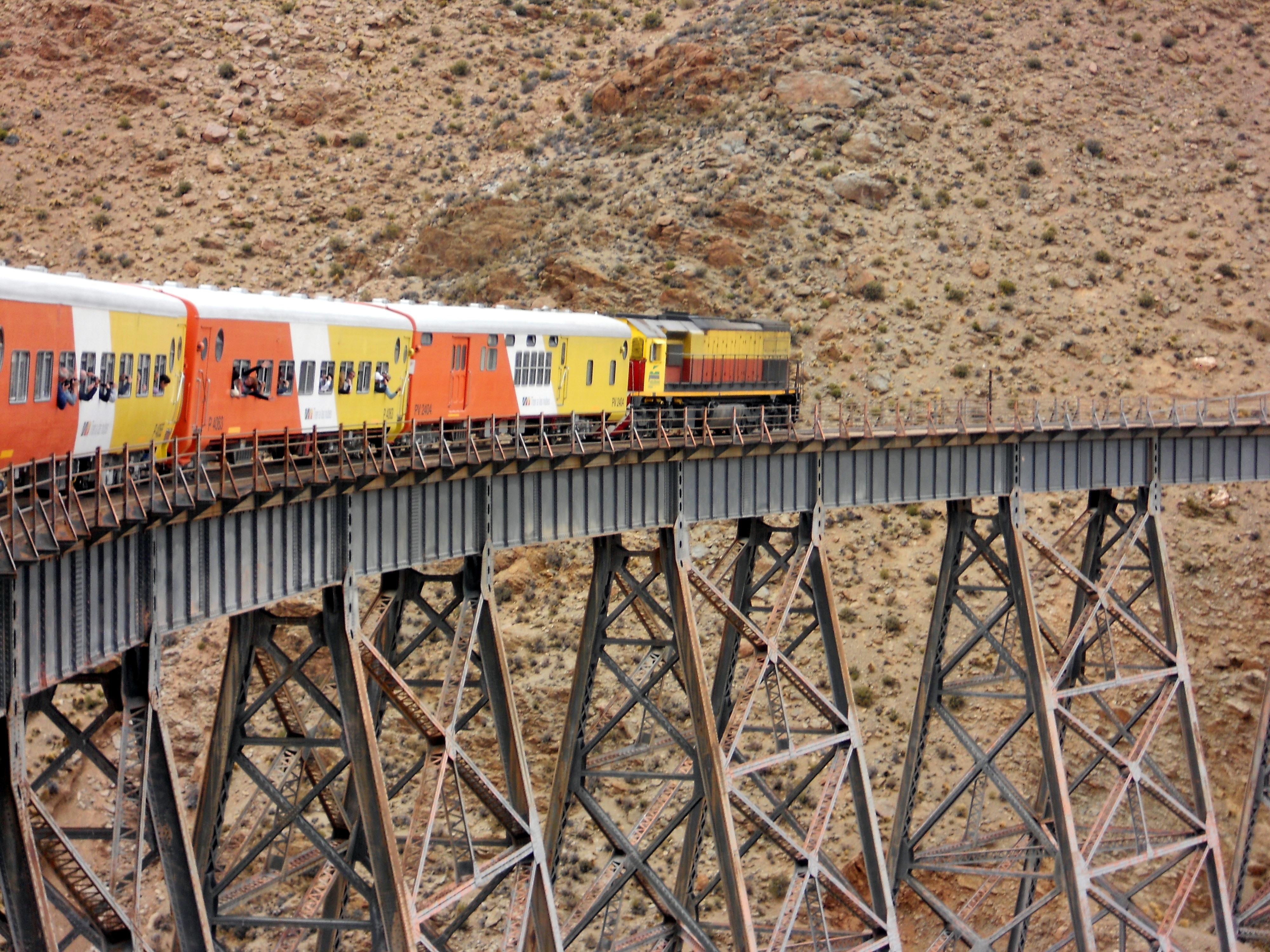
Віадук (Аргентина)

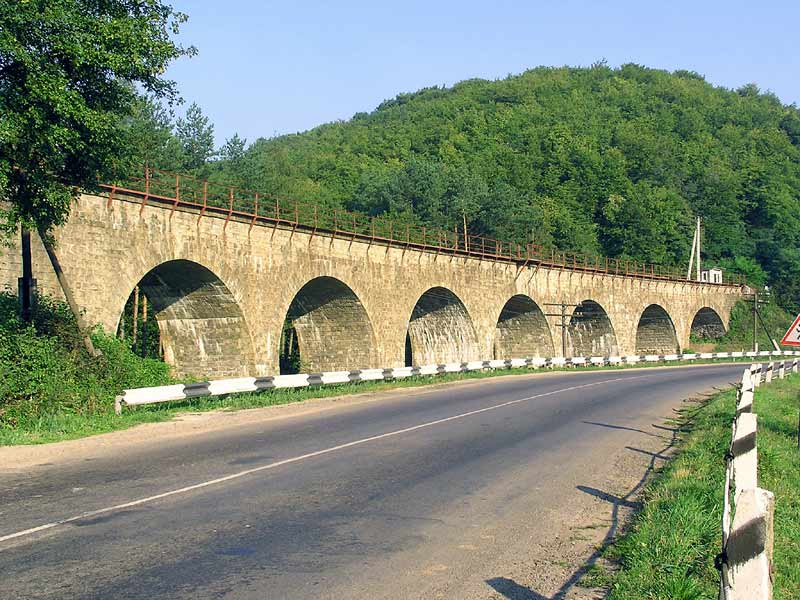
Віадук в селі Кровинка біля Теребовлі

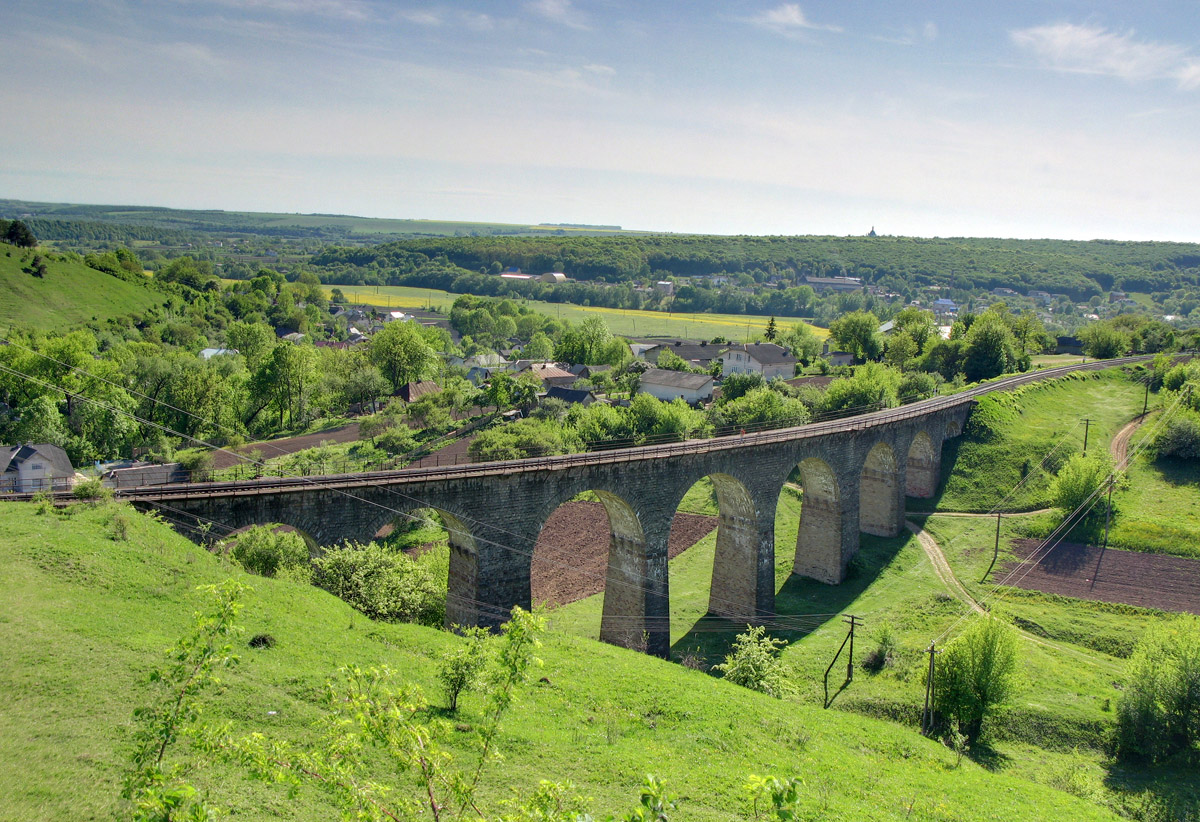
Віадук в селі Плебанівка біля Теребовлі

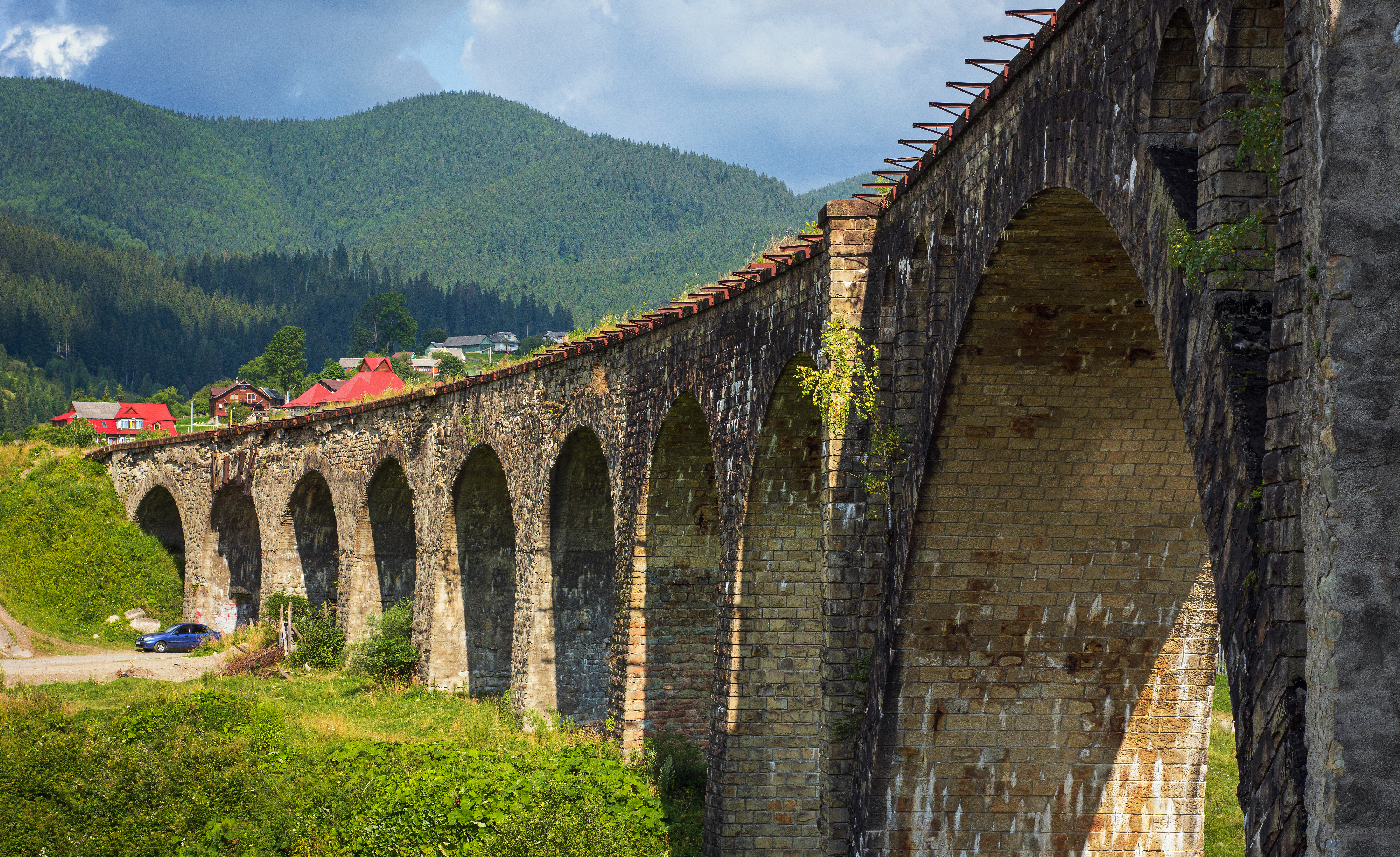
Віадук у Ворохті

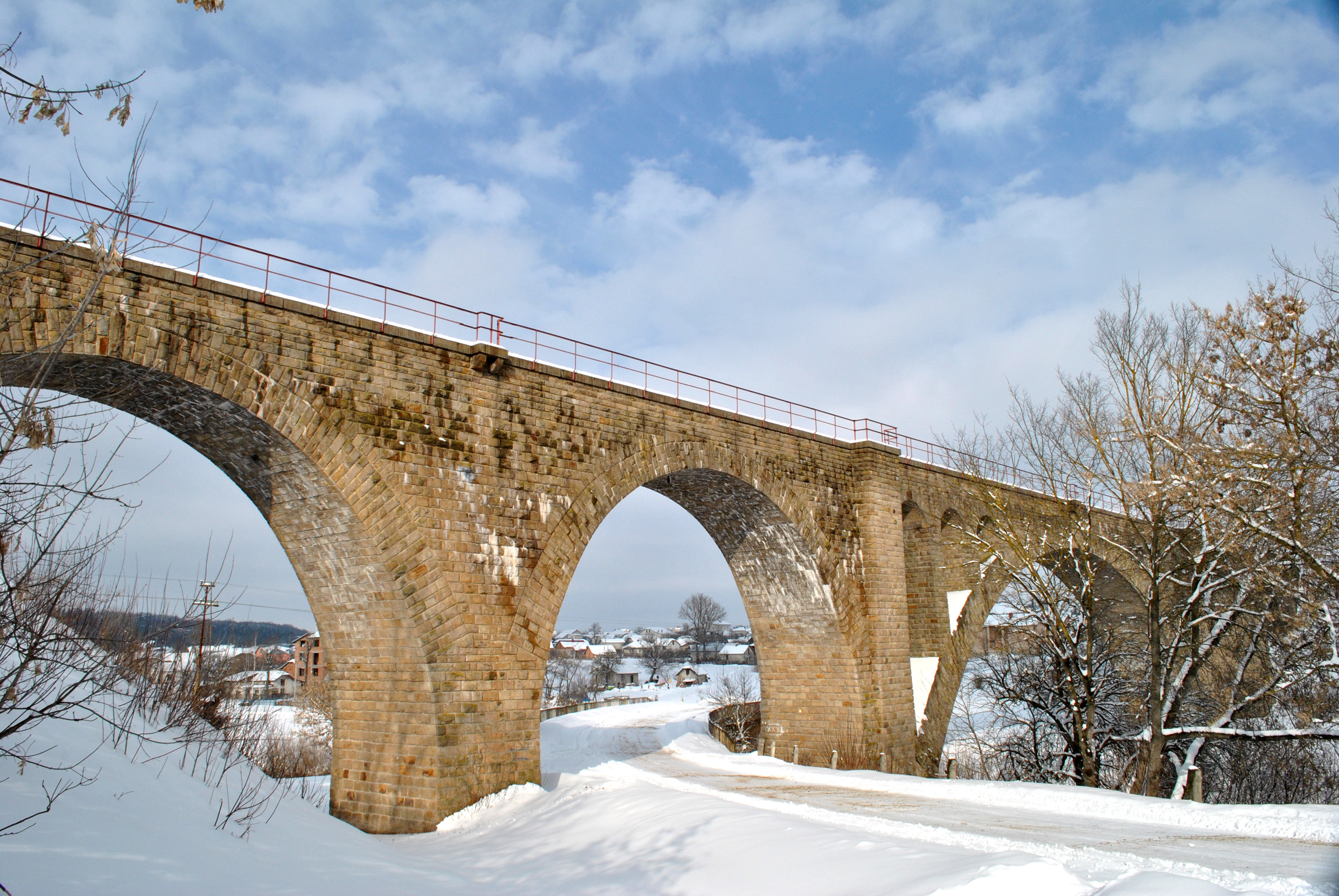
Залізничний віадук в Буцніві

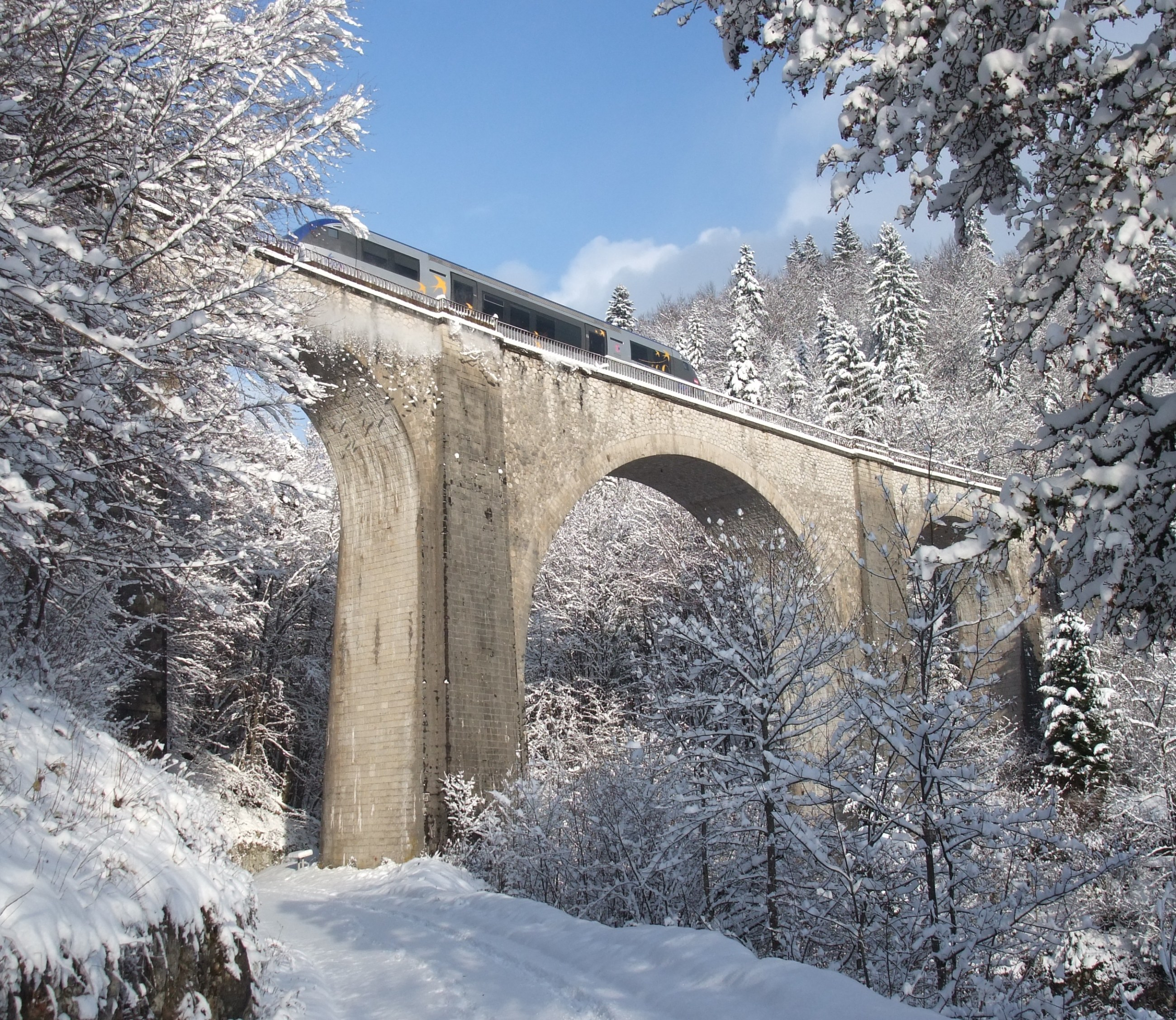
Потяг переїжджає віадук Сайяр після снігопаду. Комуна Море, департамент Жура, Франція

Віаду́к, віаду́кт, віяду́к (від лат. via — шлях та лат. duco — веду) — транспортна споруда мостового типу на високих опорах, споруджена з каменю, залізобетону або металу через глибокий яр або ущелину.

## Загальний опис
Спочатку цим терміном позначалася римська дорога, що проходила над ущелиною та спиралася зазвичай на аркові опори. З часом цим терміном стала окреслюватись інженерна споруда для полегшення подолання перешкод рельєфу, як-от яру, долини, ущелини, іншої дороги або залізничної колії, крім водних перешкод. Для подолання водних перешкод служить міст.
Аркова конструкція надає такій споруді надзвичайної виразності. Іноді для подолання глибоких та широких перешкод використовуються багатоярусні конструкції віадуків.
В Західній Україні збереглися шість віадуків з залізничною колією — три в Тернопільській області: в селі Буцнів біля Тернополя, та в селі Кровинка і Плебанівка біля Теребовлі, а також у Ворохті (Івано-Франківська область) і два біля Лавочного (Львівська область).

## Найвідоміші віадуки
- віадук через річку Сидухе — найвищий транспортний міст у світі (просвіт становить 472 метра)
- віадук Мійо — віадук з найвищими опорами у світі (найвища опора — 341 метр)
- Гленфіннан
- Гельчтальбрюкке — найвищий цегляний віадук у світі
- Сі-о-Се Поль — віадук в іранському місті Ісфахан